# Canon de Star Trek
El canon de Star Trek es el conjunto de todo el material del universo de Star Trek considerado como canónico. La página web oficial de Star Trek define como canónicos a la serie de televisión y a los largometrajes de la franquicia.

## Series de televisión
Como norma general, todas las series de televisión de Star Trek que han sido emitidas se consideran parte del canon.
Pero este criterio no aclara qué versión de qué serie es la canónica, dado que las diferentes series dan diferentes versiones de lo mismo. Por ejemplo, los episodios remasterizados de la serie original, lanzados en 2006, presentan varias diferencias visuales con respecto a los episodios que se emitieron originalmente.

### La influencia de Roddenberry
El creador de la serie, Gene Roddenberry tampoco estaba obsesionado por mantener una coherencia del canon. Personas que trabajaron con Roddenberry recuerdan que solía manejar la canonicidad sin tener en perspectiva una serie concreta, o incluso un episodio concreto. Sus opiniones cambiaban sobre aspectos muy concretos y no tenía ningún problema en declarar como "no canónico" un hecho de un episodio anterior si le gustaba más cómo había quedado después, o viceversa.
A ver, la gente nos podía pillar muy fácilmente y decir "oye, un minuto, en "El Equilibrio del Terror" sabían que los romulanos tenían un dispositivo de camuflaje pero luego, en "El Incidente del Enterprise", no saben nada acerca de dispositivos de camuflaje, pero van a robar uno porque, obviamente, acaba de ser inventado, así que, ¿cómo demonios explicáis eso?". Pues no podemos. Hay cosas que simplemente no podemos explicar, especialmente las de la tercera temporada de la serie original. Pero sí, la tercera temporada sigue siendo canon hasta el punto de contradecir a las demás, incluso cuando es tan mala que... ya sabes, nos da hasta grima cuando la gente nos pregunta acerca de lo que sucede en "Los Hijastros de Platón" o 'Y los Niños dirigirán', o 'El Cerebro de Spock', y tantos otros episodios. Es como... "por favor, si [Roddenberry] ni siquiera estaba produciendo ya en ese momento". Pero, por lo general, el canon es la serie original, no tanto la serie de dibujos animados y la primera película sólo hasta cierto punto; el resto de películas más o menos en ciertos aspectos, pero no en todos... Ya sé que es difícil de entender. Y es que es algo que, literalmente, sólo se decidía detalle a detalle. A veces no sé cómo [Roddenberry] va a responder a una pregunta cuando acudo a consultarle a su despacho, de verdad que no y eso que creo que soy una de las personas que saben mejor que nadie qué es lo que le gusta a Gene y qué es lo que no.

— Richard Arnold, 1991
Había otra cosa que añadía más confusión al canon. El mismo Gene Roddenberry tenía la costumbre de "descanonizar" cosas. Como no le gustaba cómo había quedado la serie animada, pues proclamó que no era canon. Tampoco le gustaban la mayor parte de las películas, así que tampoco las consideraba muy canónicas. Y (ahora os voy a asustar mucho con esto) después de lograr que se pusiera en marcha TNG [Star Trek: La Nueva Generación] pues... bien, decidió que parte de la serie original tampoco fuera canon. Una vez tuve una discusión con él donde le cité un par de cosas que la serie original había establecido claramente como canon, y me dijo que ya no pensaba así y que ahora pensaba en TNG como el canon siempre que hubiera conflicto entre las dos series. Admitió que era un pensamiento un poco revisionista, pero que eso era lo que había.

— Paula Block, 2005
Además, David Gerrold, en una entrevista sobre Star Trek: La serie animada, comentó cómo la tacañería de Roddenberry afectó también al canon de Star Trek:
Las discusiones sobre el "canon" son una tontería. Yo siempre sentí que Star Trek: La Serie Animada era parte de Star Trek porque Gene Roddenberry aceptó el pago por ella y puso su nombre en los créditos. Y D.C. Fontana (y el resto de guionistas involucrados) se dejaron los cuernos para crear el mejor Star Trek del que fueron capaces.

Todo este asunto del "canon" surgió en realidad por el chico de los recados de Gene. Gene prefería conceder a la gente títulos en lugar de aumentos de sueldo, así que nombró al recadero como "archivero" y parece que al chaval se le subió el título a la cabeza. Gene le dio la responsabilidad de responder a todas las preguntas de los fans, fueran una tontería o no, y se lo tomó demasiado en serio.

### De no canon a canon
De vez en cuando los guionistas se basan en obras no canónicas para crear un nuevo canon. Tal es el caso de los nombres de pila de Hikaru Sulu y Nyota Uhura, que se utilizaron por primera vez en la novela The Entropy Effect y el libro Star Trek II Biographies, respectivamente. Varios conceptos que aparecieron por primera vez en La Serie Animada, que se consideró no canónica durante un par de décadas (de 1980 a 2000), se usaron en otras producciones de Star Trek  realizadas en ese periodo de tiempo, como el segundo nombre de Kirk (Tiberius), utilizado por primera vez en el episodio " Bem " antes de ser utilizado en Star Trek VI: Aquel País Desconocido. El episodio animado " Yesteryear " mostró por primera vez a La Forja y a la ciudad de ShiKahr, que luego se incluyeron en el episodio de tres partes de Enterprise titulado "La Forja".

### Textos ilegibles
Hay un problema añadido con el texto que aparecía en la utillería y en las pantallas de los ordenadores de la serie, pero que no eran legibles cuando se emitieron, hasta la aparición de las transmisiones de alta definición modernas. Los textos también podían leerse en fotografías promocionales y en entrevistas entre bastidores. Esto hizo que los fans se cuestionaran si el material que está en los episodios, pero que no se puede ver con claridad debe considerarse canon. En la mayor parte de las ocasiones, estos textos suelen ser bromas internas del personal de producción. Se ha dicho que otros tipos de información, como la información biográfica que se ve en una pantalla de ordenador en el episodio de Enterprise "In a Mirror, Darkly ", es un "canon no rígido".

## Películas
Todos los largometrajes oficiales de Star Trek se consideran canónicos. Y aunque no se ha establecido de manera explícita, también lo son las versiones extendidas de las películas (con escenas que no aparecían al ser estrenadas) o los montajes del director. Una escena, eliminada de Star Trek II: La Ira de Khan, revelaba que Peter Preston era el sobrino de Scotty . Peter Preston está incluido en la base de datos canónica en StarTrek.com.
Para añadir más confusión, Roddenberry ha sido citado más de una vez diciendo que no le gustaban las películas y que "no las consideraba muy canon".  Pero no hay constancia de qué películas le gustaban menos o de cuáles elementos de ellas no consideraba canónicos. Por ejemplo, el libro de referencia Star Trek Chronology afirma que Roddenberry consideraba apócrifos algunos elementos de Star Trek V y Star Trek VI, pero sin especificar qué es lo suscitaba las objeciones de Roddenberry.
La canonicidad del material extra  que aparece en los lanzamientos de DVD domésticos, como las escenas eliminadas, nunca se ha abordado explícitamente.

### Películas de "reinicio" (línea de tiempo deKelvin)
Star Trek (la película de 2009), En la Oscuridad y Más Allá (Beyond) ocurren en una línea temporal separada del resto de la serie. En junio de 2016, cuando se lanzó el videojuago Star Trek Online, CBS bautizó esta línea temporal como Kelvin Timeline, en honor al USS Kelvin, que fue atacado y destruido en la escena inicial de Star Trek  (2009). Otros nombres anteriores para este universo han sido "línea temporal alternativa" o "reinicio de la serie".

## Publicaciones

### Novelas originales de Star Trek
Muchas de las novelas originales publicadas por Pocket Books no se consideran parte del canon. Esta pauta fue establecida desde el principio por Gene Roddenberry, y ratificada en numerosas ocasiones por personas que trabajaron con él.
Y mientras Gene Roddenberry esté involucrado en eso, él tiene la última palabra sobre lo que es Star Trek . Así que, para nosotros, Ron Moore, Jeri Taylor, todos los que trabajan en el programa, Gene es la autoridad. Y cuando dice que los libros, los juegos, los cómics y todo lo demás, no son materiales vinculantes, sino que son solo adiciones al universo de Star Trek, basados en su Star Trek, pero no son parte del universo de Star Trek que él creó ... Son simplemente, ya sabes, un poco de diversión para mantenerte ocupado entre episodios y entre películas, lo que sea... Pero él no quiere que eso se considere una fuente de información para los guionistas que trabajan en este programa, ni quiere que cualquier persona que trabaje en otros proyectos lo considere como parte del canon.- Richard Arnold, 1991
Aun así, incluso esta norma tiene excepciones puntuales. Dos novelas sobre Voyager escritas por Jeri Taylor (co-creadora y productora de Voyager), Mosaic y Pathways fueron escritas al poco de ser lanzada la serie y dan detalles sobre el trasfondo de los protagonistas. Estas novelas estaban pensadas como canónicas y como material de referencia para los guionistas de la serie cuando tuvieran que desarrollar a los personajes. Estas dos novelas a veces se nombran como excepciones a la regla de "ningún libro es canon". Sin embargo, esta información sobre los antecedentes de los personajes nunca llegó a ser mencionada en ningún episodio de Voyager, ni tampoco se contradijo a lo largo de la serie, por lo que su carácter canónico aún está abierto a debate.

### Novelizaciones
Las novelizaciones de episodios y películas no se consideran canon. Esta es una tradición que también se remonta al propio Roddenberry. Su novelización de Star Trek: La Película incluye muchas historias tangenciales y nueva información. Revela, por ejemplo, que la mujer que muere en el accidente del transportador era la ex esposa de Kirk. Si bien esta novela llenó muchos vacíos argumentales de la película, el mismo Roddenberry dejó claro que no debería considerarse canon.

### Libros de referencia
Hay mensajes contradictorios sobre libros de referencia de "no ficción" como The Star Trek Encyclopedia, Star Trek Chronology, Star Trek: The Next Generation Technical Manual y Star Trek: Deep Space Nine Technical Manual . A diferencia de las novelas y las novelizaciones, estos manuales de referencia nunca han sido nombrados explícitamente como no canónicos, y el hecho de que fueran aprobados oficialmente por Paramount y entregados a los guionistas como guías sirve para darles un aura de credibilidad. El propio Roddenberry lo consideró parte del "trasfondo" de Star Trek . Mientras tanto, Michael Okuda y Rick Sternbach, artistas y consultores técnicos desde Star Trek: The Next Generation y autores de varios de estos libros de referencia, consideraron su trabajo "bastante oficial". Sin embargo, no llegan a considerarlos explícitamente como canon, dejando abierto el debate.
El escritor y coproductor de Star Trek , Ronald D. Moore, descarta ese material oficial como "especulación" y dice que el equipo de guionistas no lo consideró canon. Sin embargo, CBS Corporation, la empresa matriz de Paramount, parece pensar de manera diferente. En una serie de publicaciones en los foros del sitio web oficial de Star Trek, el director senior de Viacom, Harry Lang, no dejó ninguna duda de que considera los libros de referencia como canon.

### Otras publicaciones
Los cómics y revistas de Star Trek generalmente no se consideran parte del canon.  Con respecto los cómics de IDW Publishing cuyos argumentos enlazan con la película de 2009 y sus secuelas, el guionista Roberto Orci consideró que la información de fondo que se transmite en esos libros podría considerarse apta para el canon. Usando reglas similares a las que regían el canon de Star Wars en ese momento, reconoció que el material del universo extendido que él mismo supervisa podría seguir siendo parte del canon aceptado, a menos que lo contradigan futuras películas o series de televisión.

## Otros materiales
Nada de lo que ocurre en los juegos de <i id="mw1g">Star Trek</i>, la atracción Star Trek: The Experience , las producciones de fans de <i id="mw2g">Star Trek</i> o Trekdom se considera parte del canon.

### Material aprobado por Roddenberry
Basándose en el control creativo que ejerció Roddenberry durante las primeras temporadas de Star Trek, algunas personas argumentan que solo el material aprobado por Roddenberry debe considerarse canónico. Tal enfoque eliminaría del canon todo lo que no le gustaba a Roddenberry, así como todo lo que se hizo después de su muerte, incluidas siete películas y múltiples series de televisión.
Sin embargo, el propio Roddenberry advirtió preventivamente contra ello. Entre otras cosas porque esperaba que Star Trek continuara después de su muerte. Como Star Trek fue mejorando constantemente por cada generación, esperaba que la gente mirara hacia atrás a sus humildes comienzos como solo eso, los simples comienzos de algo mucho más grande y mejor. Claramente, Roddenberry nunca tuvo la intención de que Star Trek se limitara a su trabajo, sino que incluyera todo el trabajo, él esperaba que incluso mejor que el suyo, de las generaciones futuras. 

### Idioma klingon
El idioma klingon fue concebido por primera vez por James Doohan para la película Star Trek: La Película, y constaba solo de unas pocas palabras. Más tarde, Marc Okrand procedió a desarrollar de ese escaso vocabulario un idioma real, completo con reglas gramaticales y fonología, y llegó a publicar The Klingon Dictionary (1985, edición revisada de 1992); el Instituto de Lengua Klingon se creó poco después. El idioma klingon de Okrand se utilizó para escribir los diálogos en klingon que se escuchan en varias películas y episodios de Star Trek. Okrand ha desarrollado el lenguaje de manera importante en dos cursos de audio: Conversational Klingon (1992) y Power Klingon (1993), y en dos libros: The Klingon Way (1996) y Klingon for the Galactic Traveler (1997). Sin embargo, a pesar de estos hechos, Ronald D. Moore declaró en 1997: "Si [los escritores de Trek ] usan o no el lenguaje tal como se explica en el diccionario de Marc, depende del escritor individual", y que él "encuentra el diccionario engorroso". y, por lo general, les resulta más fácil hacer [el idioma] fonético ".